# Križ
Križ es un municipio de Croacia en el condado de Zagreb.

## Geografía
Se encuentra a una altitud de 143 m s. n. m. a 51,1 km de la capital nacional, Zagreb.

## Demografía
En el censo 2011, el total de población del municipio fue de 7100 habitantes, distribuidos en las siguientes localidades:
- Bunjani - 637
- Donji Prnjarovec - 72
- Gornji Prnjarovec - 374
- Johovec - 150
- Konšćani - 165
- Križ - 1 875
- Mala Hrastilnica - 91
- Novoselec - 1 380
- Obedišće - 596
- Okešinec - 422
- Razljev - 131
- Rečica Kriška - 352
- Širinec - 283
- Šušnjari - 135
- Velika Hrastilnica - 166
- Vezišće - 268